# Lampetis wellmani
Lampetis wellmani es una especie de escarabajo del género Lampetis, familia Buprestidae. Fue descrita científicamente por Kerremans en 1908.